# 스기우라 고헤이

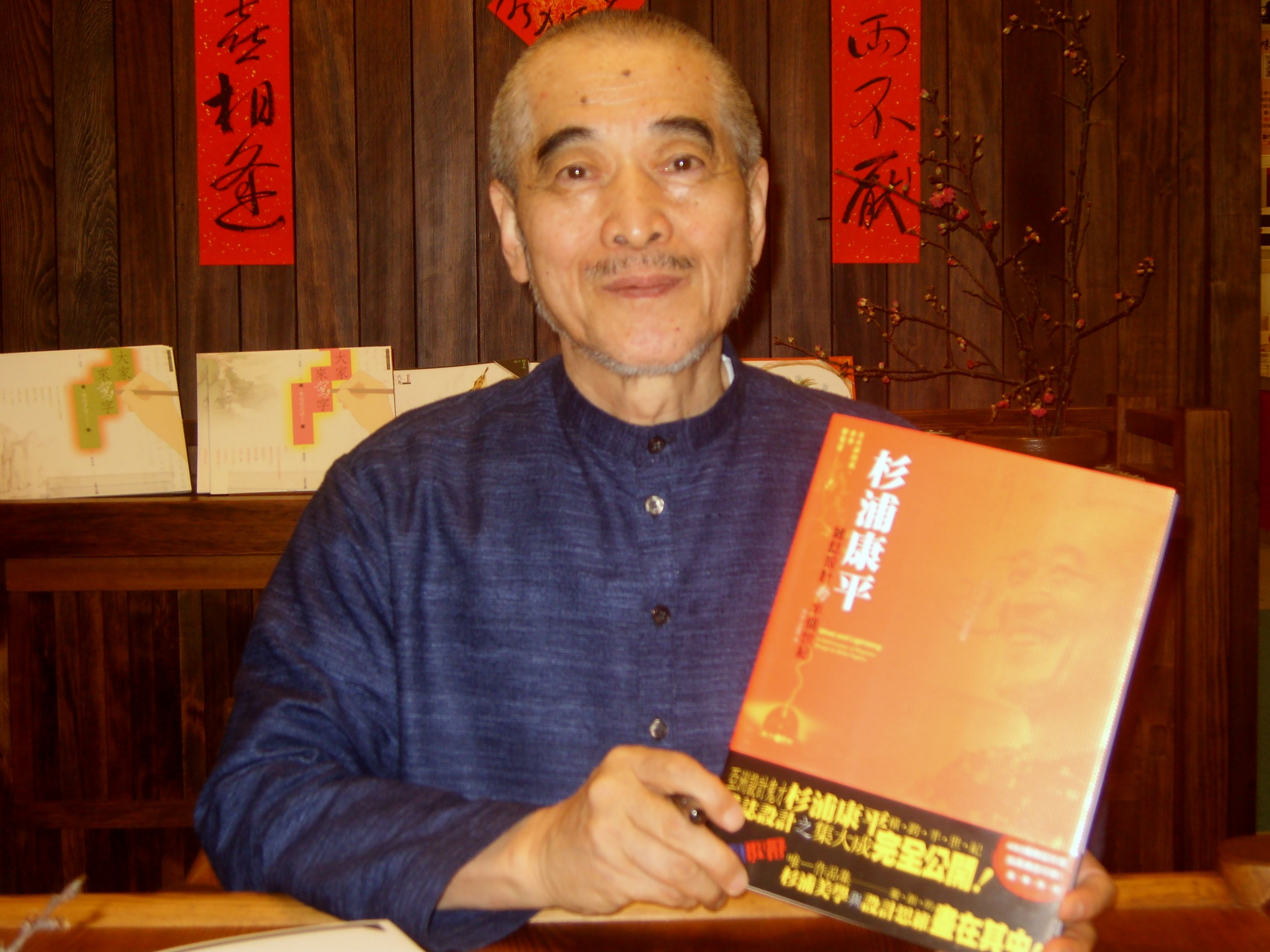
스기우라 고헤이

스기우라 고헤이(일본어: 杉浦 康平 すぎうら こうへい[*], 1932년 9월 8일 ~ )는 일본의 그래픽 디자이너이다. 에도 시대를 비롯해 일본의 중세, 근대의 도안이나 아시아 각지의 도상 등을 연구하고 그것에 영향받은 그래픽 디자인 작품들로 유명하다. 잡지 디자인쪽으로의 작업도 많아 지금까지 2000권 이상의 표지를 작업했다.

## 약력
- 1932년 9월 8일 : 도쿄 출생.
- 도쿄예술대학 건축과 졸업.
- 독일의 울름 조형대학과 동경 조형대학 등을 거쳐 고베 예술공과대학 교수직 역임.
- 1955년 일본 선전 미술회상 수상.
- 1982년 게이슈츠센슈(芸術選奨) 신인상 수상.
- 1997년 자수포장(紫綬褒章) 수상.

## 작업
- 계간지 긴카(1970년 ~ ) 季刊『銀花』表紙
- 잡지 놀이(1970년 ~ 1979년) 『遊』表紙（工作舎）
- 잡지 인섹트리움(1970년 ~ 2000년)
- 잡지 수학세미나(1962년 ~ 2004년)
- 잡지 아시아문화(1972년 ~ 1995년)
- 잡지 소문의 진상(1980년 ~ 2004년) 雑誌『噂の眞相』表紙
- 아시아의 우주 전시회 『アジアの宇宙展』（1982년）
- 꽃의 우주 전시회『花宇宙展』（1982년）

## 주요 저작
- 3D 별자리 도감 (2010, 김창원 역, 진선아이)
- 다주어적 아시아 『多主語的なアジア』（2010년工作舎）ISBN 978-4-87502-427-9
- 아시아의 책, 문자, 디자인 (2006, 박지현 역, 한국출판마케팅연구소)
- 스기우라 고헤이 : 잡지 디자인 반세기 (2005, 박지현 역, 한국출판마케팅연구소) 『疾風迅雷』（2004년DNPグラフィックデザイン・アーカイブ）
- 우주를 두드리다 『宇宙を叩く』（2004년 工作舎）ISBN 978-4-87502-380-7
- 생명의 나무, 꽃의 우주 『生命の樹・花宇宙』（2000년 NHK出版）
- 우주를 삼키다 『宇宙を呑む』（1999년 講談社）
- 형태의 탄생 (2001, 송태욱 역, 안그라픽스) 『かたち誕生』（1997년 NHK出版）
- 일본의 형태, 아시아의 형태 『日本のかたち・アジアのカタチ』（1994년 三省堂）
- 만다라의 세계 『マンダラの世界』（1983년 講談社）

## 같이 보기
- 책 디자인
- 타이포그래피
- 마쓰오카 세이고
- 정병규 (출판인)